# 자유법조단
자유법조단(일본어: 自由法曹団 지유호소단[*])은 일본의 로펌이다. 1921년 고베에서 노동쟁의 탄압에 대한 조사단이 계기가 되어 결성되었다. 주로 인권변호사들이 소속되어 있으며 소속 변호사 수는 약 2,100 명이다.
“기본인권을 지키고 민주주의를 강화하고 평화독립적 민주일본의 실현에 기여하는 것”이 설립 목적이라고 한다. 형사탄압, 누명 사건, 노동쟁의, 기지소송, 환경공해사건, 세금소송, 소비자사건 등 다양한 재판에 임하고 있다. 국가권력과 대기업을 상대로 한 변호활동을 하며, 개인의 사상의 자유와 남녀동권을 중시하여 “혁신변호사 그룹”이라고도 불린다.
반공주의 성향 출판사 전모사에서 일본민주법률가협회, 총평변호단, 호헌변호단, 청년법률가협회와 함께 법조계 5대 좌익단체로 꼽은 바 있다.
이름이 비슷한 “자유민주법조단”도 있지만 이쪽은 자민당 고문변호사들의 로펌이다.